# Poustka
Poustka (niem. Oed) – wieś i gmina w Czechach, w powiecie Cheb, w kraju karlowarski. Według danych z dnia 1 stycznia 2012 liczyła 168 mieszkańców.